# Tel Aviv Pioneers 2020-2021
Questa voce raccoglie le informazioni riguardanti i Tel Aviv Pioneers nelle competizioni ufficiali della stagione 2020-2021.

## Israel Football League 2020-2021

### Stagione regolare
| Ramat HaSharon 6 maggio 2021, ore 20:45 2ª giornata | Ramat HaSharon Hammers | 0 – 39 (0-17 0-7 0-6 0-9) referto | Tel Aviv Pioneers | \| Arbitro: \| O. Cohen \| |
| Arbitro:                                            | O. Cohen               |                                   |                   |                            |

| Mazkeret Batya 28 maggio 2021, ore 9:30 5ª giornata | Tel Aviv Pioneers | 20 – 8 (14-0 6-0 0-0 0-8) referto | Beersheva Black Swarm | (0 spett.)\| Arbitro: \| Greisas \| |
| Arbitro:                                            | Greisas           |                                   |                       |                                     |

| Petah Tiqwa 11 giugno 2021, ore 9:30 7ª giornata | Tel Aviv Pioneers | 12 – 21 (0-7 6-6 6-8 0-0) referto | Jerusalem Lions | Stadio HaMoshava (45 spett.)\| Arbitro: \| O. Cohen \| |
| Arbitro:                                         | O. Cohen          |                                   |                 |                                                        |

| Mazkeret Batya 18 giugno 2021, ore 9:30 8ª giornata | Tel Aviv Pioneers | 45 – 28 (10-0 14-8 7-0 14-20) referto | Haifa Underdogs | (24 spett.)\| Arbitro: \| Greisas \| |
| Arbitro:                                            | Greisas           |                                       |                 |                                      |

| Mazkeret Batya 30 giugno 2021, ore 8:30 10ª giornata | Mazkeret Batya Silverbacks | 7 – 31 (0-13 0-0 0-6 7-12) referto | Tel Aviv Pioneers | (26 spett.)\| Arbitro: \| Greisas \| |
| Arbitro:                                             | Greisas                    |                                    |                   |                                      |

| 8 luglio 2021, ore 20:30 Recupero della 3ª giornata | Petah Tikva Troopers | 12 – 30 | Tel Aviv Pioneers |  |

### Playoff
| Arbitri: | Sela Luz Baroz Lotan Blumenfeld E. Cohen O. Cohen Eliyahu |

|                                                     |           |                                                                                            |
| Fitoussi 6':57" Q4 (TD) 2yd run Abell Q4 (tpc) rush | Marcatori | Landon 4':12" Q1 (TD) 5yd run Rahabi Q1 (pat) Hillman 2':47" Q2 (TD) 19yd pass from Landon |

### Statistiche di squadra
| Competizione      | %Vittorie | In casa | In casa | In casa | In casa | In casa | In casa | In trasferta | In trasferta | In trasferta | In trasferta | In trasferta | In trasferta | Totale | Totale | Totale | Totale | Totale | Totale |
| Competizione      | %Vittorie | G       | V       | N       | P       | Pf      | Ps      | G            | V            | N            | P            | Pf           | Ps           | G      | V      | N      | P      | Pf     | Ps     |
| ----------------- | --------- | ------- | ------- | ------- | ------- | ------- | ------- | ------------ | ------------ | ------------ | ------------ | ------------ | ------------ | ------ | ------ | ------ | ------ | ------ | ------ |
| Stagione regolare | .833      | 3       | 2       | 0       | 1       | 77      | 57      | 3            | 3            | 0            | 0            | 100          | 19           | 6      | 5      | 0      | 1      | 177    | 76     |
| Playoff           | 1.000     | 0       | 0       | 0       | 0       | 0       | 0       | 1            | 1            | 0            | 0            | 13           | 8            | 1      | 1      | 0      | 0      | 13     | 8      |
| Totale            | .857      | 3       | 2       | 0       | 1       | 77      | 57      | 4            | 4            | 0            | 0            | 113          | 27           | 7      | 6      | 0      | 1      | 190    | 84     |

### Statistiche personali

#### Marcatori
Mancano i dati degli incontri di recupero.

| Giocatore | Ruolo | TD rush | TD recv | TD int | TD p.ret | TD k.ret | TD oth | Xp1 | Xp2 | FG  | Saf | Totale |
| --------- | ----- | ------- | ------- | ------ | -------- | -------- | ------ | --- | --- | --- | --- | ------ |
| Hillman   |       | 0+0     | 2+1     | 0+0    | 0+0      | 0+0      | 0+0    | 0+0 | 0+0 | 0+0 | 0+0 | 18     |
| Schein    |       | 0       | 3       | 0      | 0        | 0        | 0      | 0   | 0   | 0   | 0   | 18     |
| Simmonds  |       | 0       | 3       | 0      | 0        | 0        | 0      | 0   | 0   | 0   | 0   | 18     |
| Kolton    |       | 0       | 2       | 0      | 0        | 0        | 0      | 0   | 0   | 0   | 1   | 14     |
| Alushkin  |       | 0       | 2       | 0      | 0        | 0        | 0      | 0   | 0   | 0   | 0   | 12     |
| Assaraf   |       | 0       | 2       | 0      | 0        | 0        | 0      | 0   | 0   | 0   | 0   | 12     |
| Landon    |       | 1+1     | 0+0     | 0+0    | 0+0      | 0+0      | 0+0    | 0+0 | 0+0 | 0+0 | 0+0 | 12     |
| Regev     |       | 0       | 0       | 0      | 2        | 0        | 0      | 0   | 0   | 0   | 0   | 12     |
| Rahabi    |       | 0+0     | 0+0     | 0+0    | 0+0      | 0+0      | 0+0    | 7+1 | 0+0 | 1+0 | 0+0 | 11     |
| Gordon    |       | 0       | 1       | 0      | 0        | 0        | 0      | 0   | 0   | 0   | 1   | 8      |
| Charap    |       | 1       | 0       | 0      | 0        | 0        | 0      | 0   | 0   | 0   | 0   | 6      |
| Goldman   |       | 0       | 0       | 0      | 0        | 0        | 1      | 0   | 0   | 0   | 0   | 6      |
| Madmon    |       | 0       | 1       | 0      | 0        | 0        | 0      | 0   | 0   | 0   | 0   | 6      |
| Prewett   |       | 1       | 0       | 0      | 0        | 0        | 0      | 0   | 0   | 0   | 0   | 6      |
| Romano    |       | 0       | 0       | 0      | 0        | 0        | 0      | 0   | 0   | 0   | 1   | 2      |
| Team      |       | 0       | 0       | 0      | 0        | 0        | 0      | 0   | 0   | 0   | 1   | 2      |

#### Passer rating
Mancano i dati degli incontri di recupero.

La classifica tiene in considerazione soltanto i quarterback con almeno 10 lanci effettuati.
| Giocatore | G   | Att    | Comp  | Int | Yds     | TD  | NFL   | NCAA   |
| --------- | --- | ------ | ----- | --- | ------- | --- | ----- | ------ |
| Landon    | 5+1 | 109+35 | 55+17 | 3+1 | 727+229 | 9+1 | 82,99 | 123,13 |
| Landau    | 5   | 53     | 29    | 4   | 278     | 6   | 75,83 | 121,04 |